# Begonia acetosa
Espèce
Begonia acetosa est une espèce végétale de la famille des Begoniaceae. Ce bégonia rhizomateux est originaire du Brésil. La plante est aisément cultivée pour former des potées décoratives légèrement retombantes.

## Description
Cette plante rhizomateuse à tiges rouges porte des feuilles très arrondies, avec une discrète pointe asymétrique. Le revers est rouge. Les fins poils blancs qui leur font une surface velue sont caractéristiques. Des fleurs blanches, mâles ou femelles, apparaissent au printemps.

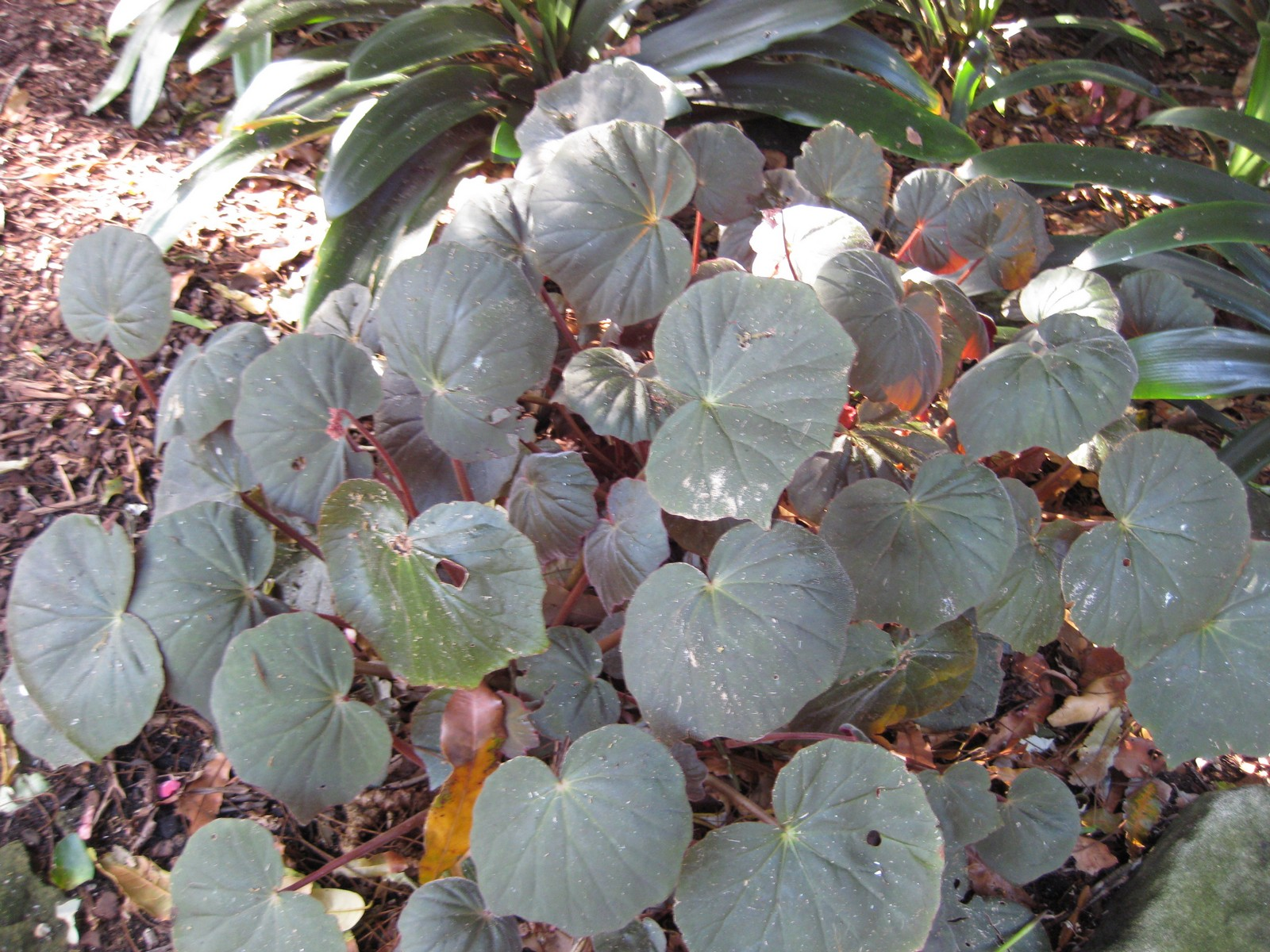
Aspect d'ensemble
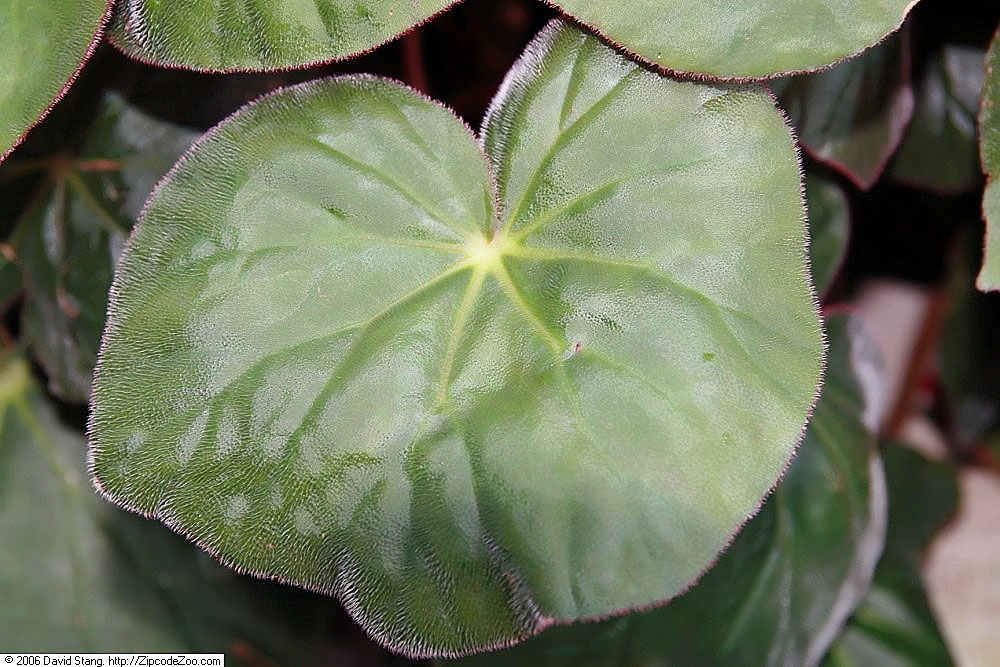
Surface velue d'une feuille
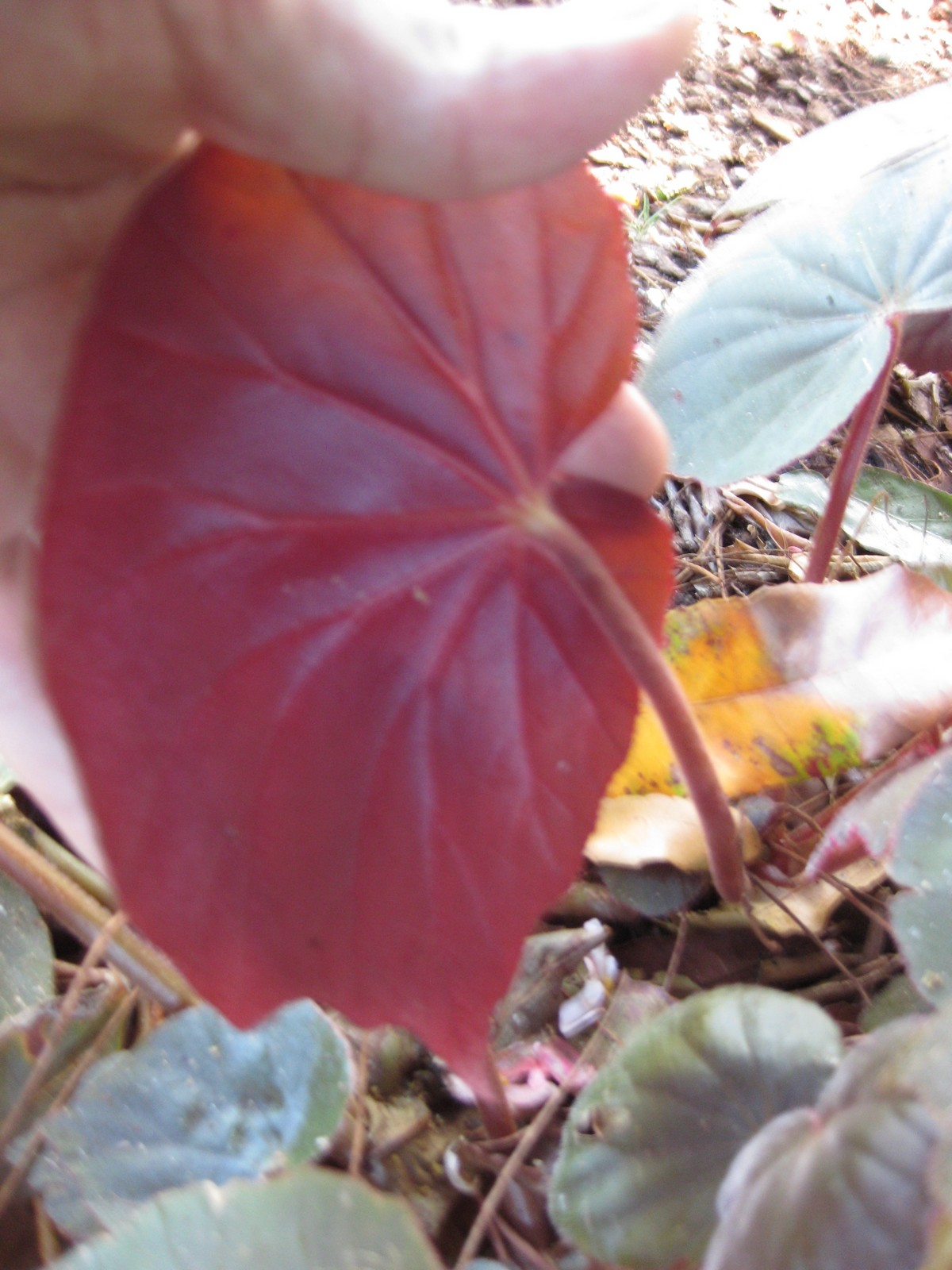
Revers d'une feuille

## Répartition géographique
Cette espèce est originaire du sud-est du Brésil.

## Classification
L'espèce fait partie de la section Pritzelia du genre Begonia, famille des Begoniaceae.
. Elle a été décrite en 1831 par le botaniste brésilien José Mariano da Conceição Velloso (1742-1811). Son épithète spécifique, acetosa, signifie « vinaigré », par référence à la légère acidité du feuillage.
Synonyme de B. U254 selon les codes standardisés de l'American Begonia Society (en).
Publication d'origine : Florae Fluminensis Icones, edidit Domnus Frater Antonius de Arrabida. Parisiis. 10: t. 50. 1831 [1827 publ. 29 Oct 1831].

## Culture
Begonia acetosa est une assez commune en culture, introduite aux États-Unis en 1946 par Mulford B. Foster. Son port étalé et tombant, ses feuilles arrondies et veloutées, à tige rouge et ses fleurs blanches printanières en font un bégonia apprécié en potée décorative. 
La plante prospère sous une lumière abondante, sans soleil direct et dans une terre moyennement humide et même presque sèche en hiver, mais dans une ambiance humide.
La multiplication se fait facilement par semis. Le bouturage de tige ou de rhizome étant lent à réaliser.